# Counting Other Peoples Money
Counting Other Peoples Money, также известный как Copium — пятый студийный альбом американского рэпера Keak da Sneak. Он был выпущен 23 сентября 2003 года на лейбле Moe Doe Entertainment. Продюсерами на альбоме выступили E-A-Ski и CMT, Rick Rock, DJ Epik и D-Dre. Альбом занял 87-е место в чарте Billboard Top R&B/Hip-Hop Albums, 37-е место в чарте Top Heatseekers и 38-е место в чарте Top Independent Albums. Треки «T-Shirt, Blue Jeans, & Nike’s» и «Know What I’m Talkin Bout» стали хитами для хип-хоп сцены Области залива Сан-Франциско начала 2000-х. Первый из них является синглом, и на него был выпущен музыкальный клип.

## Список композиций
1. «Intro» — 0:50
2. «T-Shirt, Blue Jeans, & Nike’s» (при участии E-40) — 3:24
3. «Hi Volume» — 3:58
4. «Know What I’m Talkin Bout» — 4:07
5. «Rappin My New Twist» — 4:45
6. «Copium» — 3:48
7. «Hi Speed Specialist» — 3:45
8. «Freakalistic» (при участии Rankin' Scroo) — 3:45
9. «Set Up Shop» (при участии Big Scoot, Bra-Hef и Whoday) — 3:44
10. «What It Do» — 3:40
11. «I Don’t Wanna Go» (при участии Ike Dolla) — 3:43
12. «Raw» — 3:26
13. «Love da Kids» — 3:52
14. «Still Can’t Get Enough» — 3:43
15. «That Be Me» (при участии Bra-Hef и Whoday) — 3:40
16. «Think You Real» — 3:25
17. «To Wicked» — 4:10